# TV sollevatore

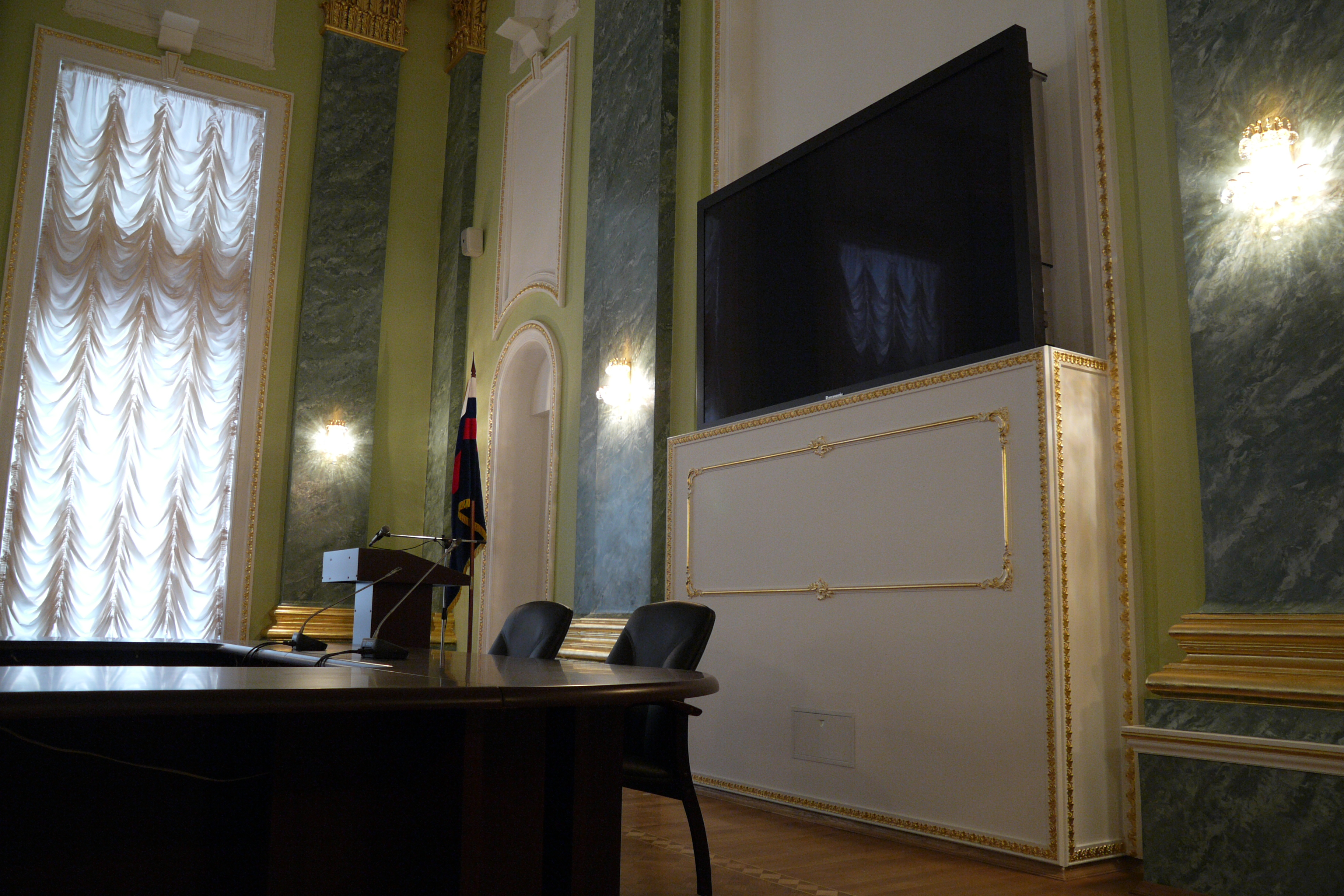
meccanismo di sollevamento TV Pop-Up

Per sollevatore TV, abbreviato TV lift, anche chiamato alza TV o meccanismo di sollevamento TV, si intende un impianto con l'ausilio del quale è possibile far uscire elettricamente gli apparecchi televisivi da mobili, soffitti o pareti divisorie, in senso sia verticale sia orizzontale. Questi sistemi sono utilizzati principalmente con lo scopo di integrare un apparecchio televisivo nell'arredamento in maniera armoniosa. Tenuto conto degli elevati costi progettuali complessivi, i sollevatori TV sono considerati prodotti di lusso e, di conseguenza, sono impiegati in maggioranza in ambienti abitativi di alto livello, nelle sale riunione, sugli jet privati o sugli yacht.

## Storia
I primi sollevatori TV sono comparsi sul mercato statunitense all'inizio degli anni 1950. Gli apparecchi televisivi di quel periodo erano ancora di tipo a tubo e, di conseguenza, servivano strutture piuttosto grandi e ingombranti la cui installazione richiedeva spazi notevoli. I primi sollevatori TV installati servivano soprattutto per far salire i televisori a tubo verticalmente dai mobili o da una parete divisoria. Solo verso la metà degli anni 1970 comparivano i primi sistemi da soffitto, poiché in quel periodo l'industria televisiva aveva cominciato a produrre televisori a tubo più piatti e più leggeri. Con l'introduzione dei più leggeri schermi al plasma all'inizio del 2000, il mercato offriva sistemi meno ingombranti (apparecchi Flatlift). Nel 2011 i più leggeri televisori a LED cominciavano a rimpiazzare la tecnologia degli schermi piatti al plasma consentendo un'ulteriore semplificazione dei sistemi di sollevamento.

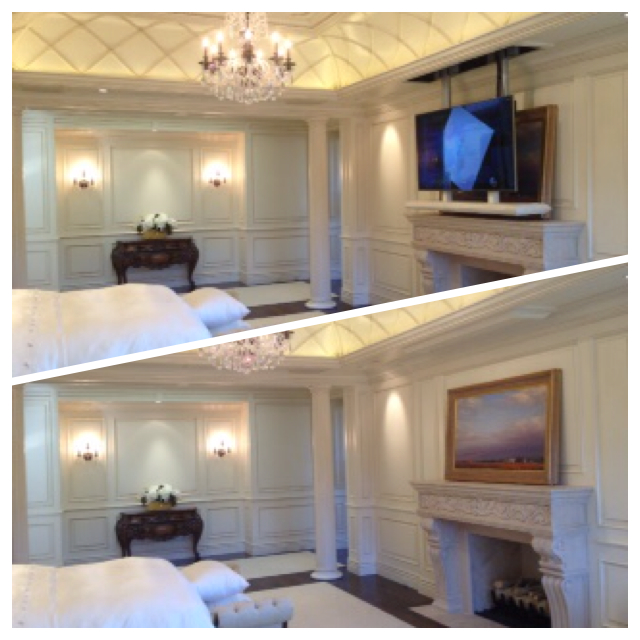
meccanismo di sollevamento TV Pop-Down

## Meccanismi di sollevamento TV - tipi e modelli
Generalmente, il montaggio dell'apparecchio televisivo nei sistemi descritti è realizzato con l'impiego del supporto standard VESA Video Electronics Standards Association. Sul mercato sono disponibili adattatori per standard diversi. È, inoltre, quasi sempre possibile trovare soluzioni speciali per abbinare varie tipologie di copertura ai sistemi illustrati. Alcuni produttori offrono la possibilità di programmare la velocità di salita e la posizione finale dell'apparecchio TV.

### Pop-Up

soffitto tv ascensore

Esistono molti diversi modelli di sollevatori TV. Per i meccanismi con movimento verticale, il modello più diffuso è il tubo multipart che, azionato da mandrini e motori elettrici integrati, viene separato a pressione e spostato verso l'alto. La posizione dell'apparecchio televisivo cambia conseguentemente alla separazione dei tubi. Il tubo solitamente è collocato in posizione centrale e verticale ed è dotato di una base a terra, che garantisce la stabilità dell'oggetto installato.
Alcuni produttori realizzano anche strutture a U per sollevatori TV verticali. Questi modelli prevedono la salita dell'apparecchio TV dal mobile mediante una piattaforma azionata da un motore tubolare. Questi modelli sono oramai ritenuti obsoleti.

### Pop-Down

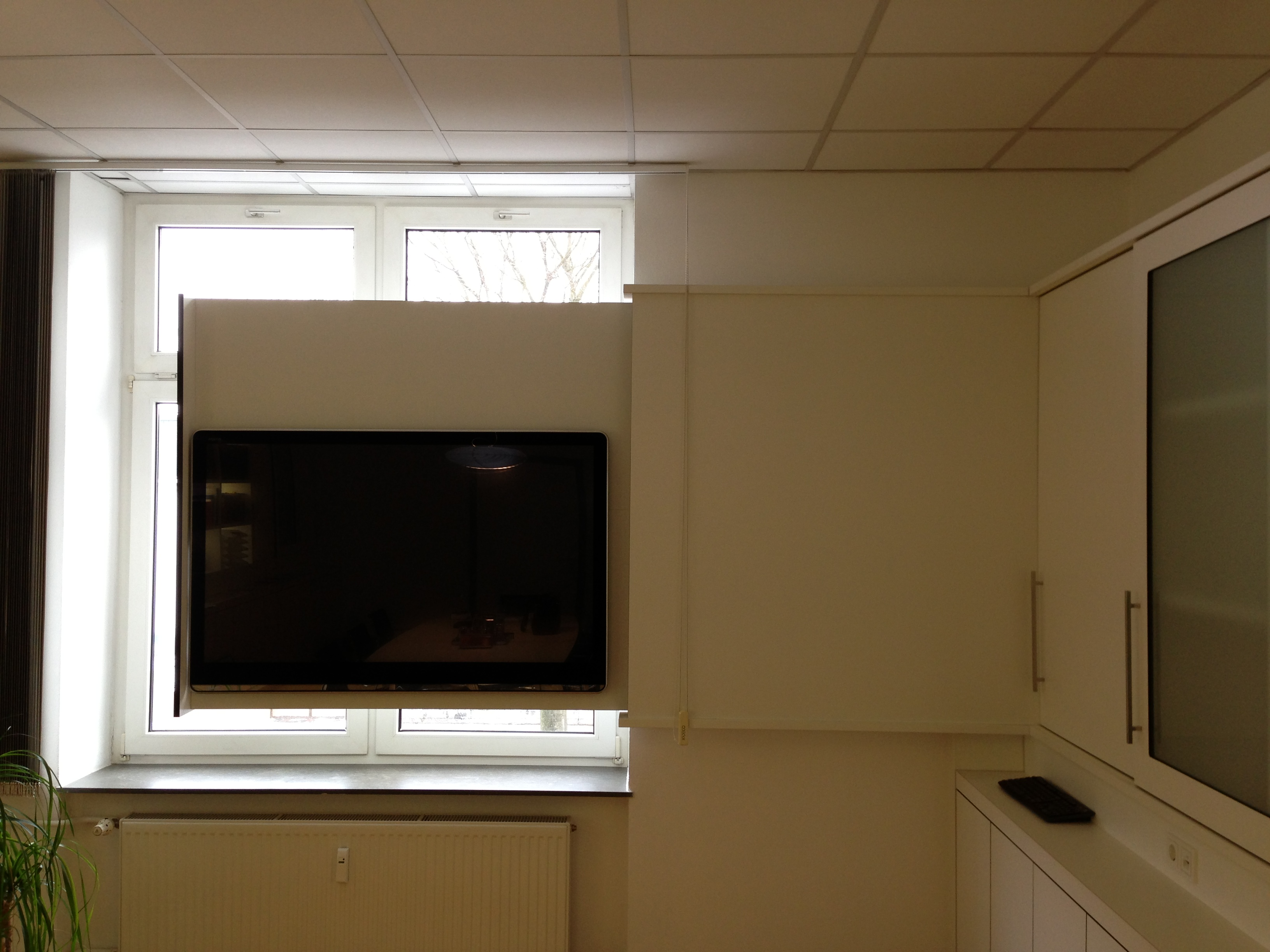
Sollevatori TV con uscita laterale

I sistemi di sollevamento TV da soffitto a discesa verticale, il cui funzionamento è invertito rispetto ai sistemi di sollevamento a salita verticale, presentano una forma otticamente simile a questi ultimi, ma impiegano motori e componenti omologati per la sollecitazione. Questi componenti hanno costi notevolmente superiori rispetto ai componenti sottoposti a sollecitazioni, perché devono sopportare maggiori forze di tenuta.
La copertura viene realizzata analogamente a quella del sistema di sollevamento TV Pop-Up, semplicemente invertendo la direzione di apertura.

### Sollevatore TV da soffitto
Questo modello di sollevatore TV prevede il collocamento dell'apparecchio televisivo nel controsoffitto con il display rivolto verso l'alto; l'apparecchio, completamente integrato nel controsoffitto, non è visibile per le persone presenti nell'ambiente. Se l'utente aziona il telecomando, l'apparecchio TV ruota di 90° o più verso il basso. Alcuni sistemi di sollevamento da soffitto offrono la possibilità aggiuntiva di abbassare l'apparecchio TV di una determinata quota o di ruotarlo centralmente nell'ambiente.
La struttura si compone generalmente di un telaio di alluminio sui cui due lati interni sono fissati due motori che supportano uno sportello interno con l'apparecchio TV, che può essere ruotato verso il basso. Esistono anche modelli con casse d'acciaio rivestite con polveri. Questi modelli prevedono un motoriduttore flangiato sia lateralmente sia esternamente allo sportello, che movimento lo sportello con l'apparecchio TV attraverso un albero.

### Sollevatori TV con uscita laterale

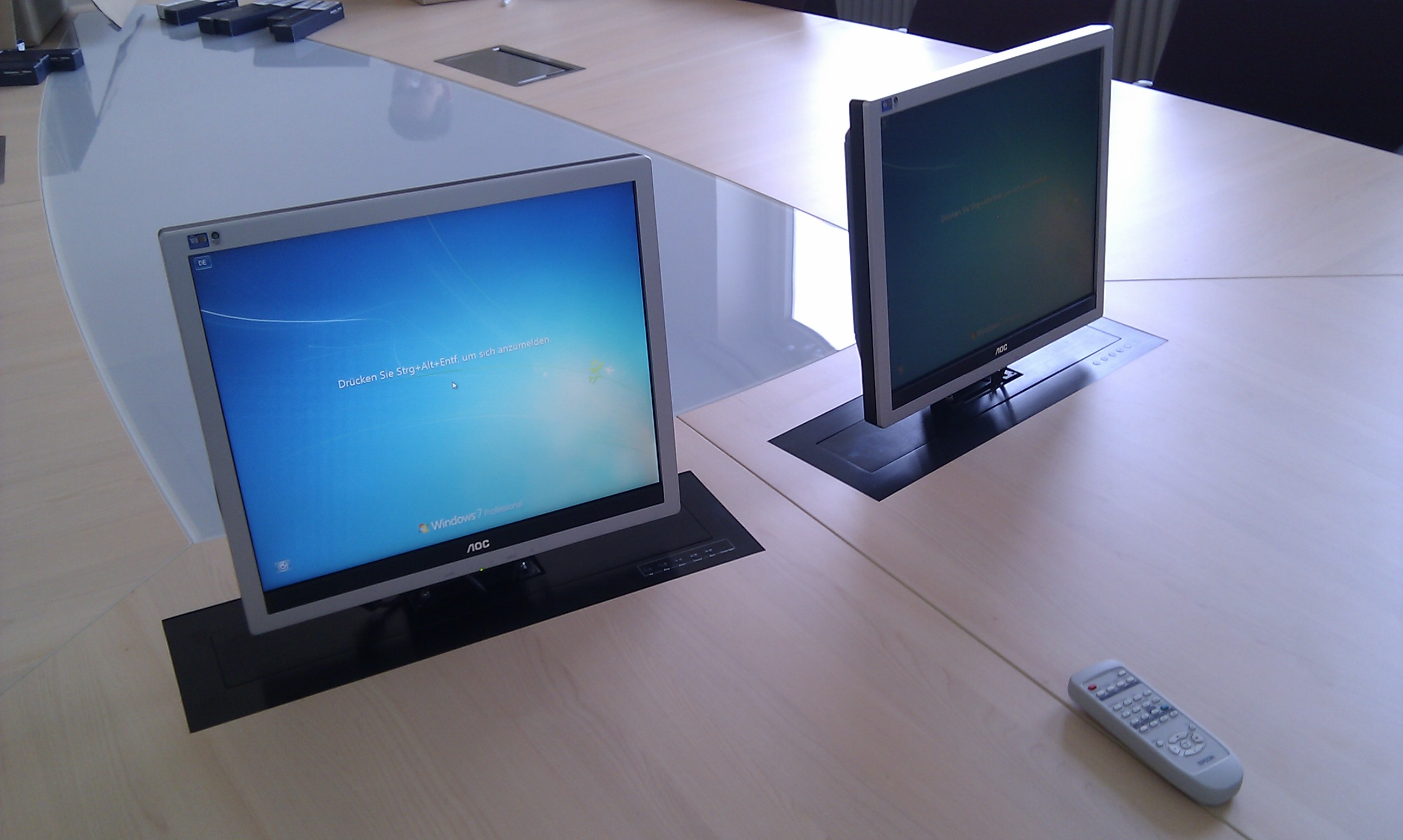
Sistemi di sollevamento per monitor

I sollevatori TV a estrazione laterale vengono prevalentemente installati negli armadi e nelle pareti divisorie. Con l'impiego di una o più guide e di attuatori è possibile far uscire l'apparecchio TV lateralmente dal mobile o dalla parete. Alcuni produttori offrono soluzioni speciali che consentono la rotazione dell'apparecchio TV dopo la sua uscita. Questi optional permettono di orientare l'apparecchio TV nell'ambiente, dopo l'uscita dal mobile o dalla parete divisoria, con conseguente libertà di scelta della posizione e dell'orientamento delle sedute.

### Sistemi di sollevamento per monitor

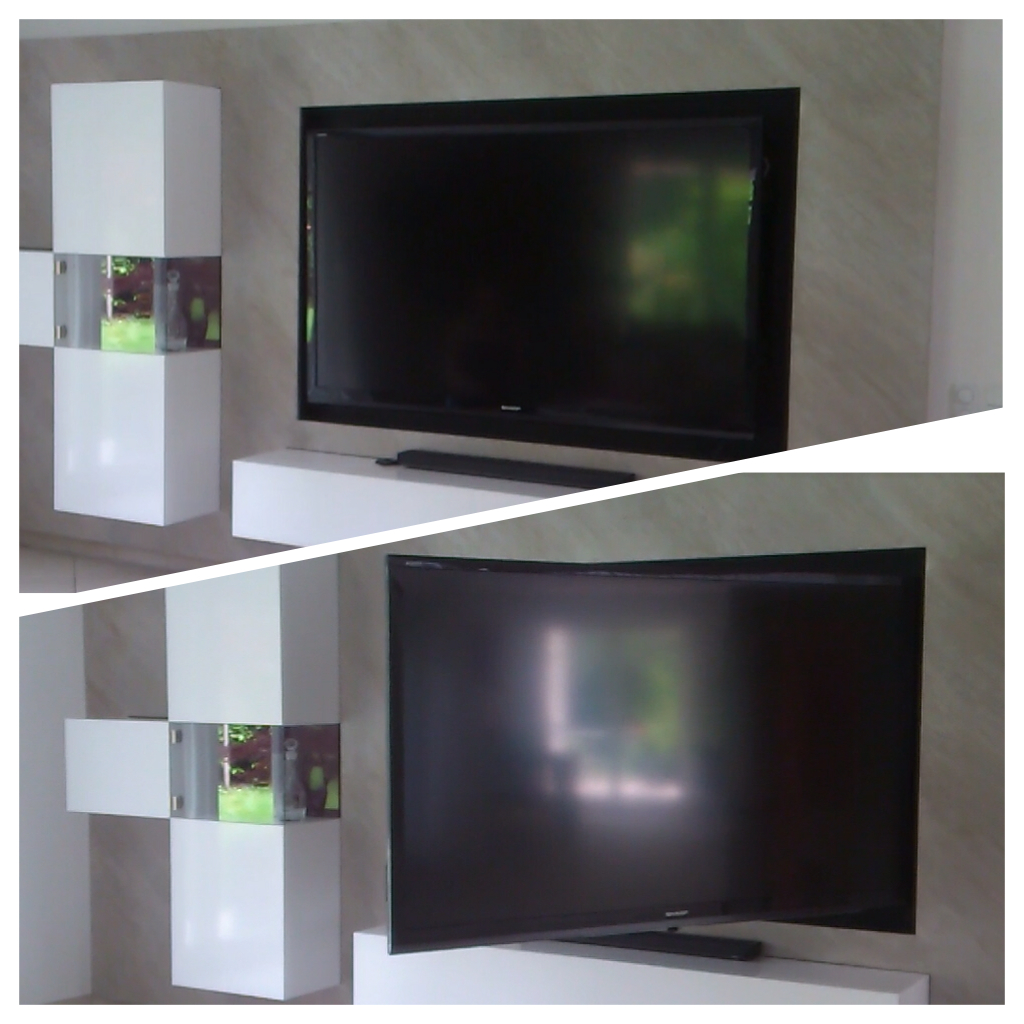
Sistemi di sollevamento per pannelli a parete

La struttura del sistema di sollevamento per monitor è essenzialmente analoga a quella del sistema di sollevamento verticale TV Pop-Up, con la sola eccezione degli impianti elettrici e di azionamento, che sono integrati in un modulo di lamiera. Questo sistema è pensato per monitor PC di piccole dimensioni. Vengono prevalentemente installati nei tavoli da riunione per ridurre gli ingombri. Il sistema di sollevamento per monitor viene inseriti nel tavolo dall'alto attraverso un'apertura realizzata da un falegname e, in aggiunta, fissato sul lato inferiore del tavolo mediante bulloni. In queste applicazioni la parte superiore del sistema di sollevamento è spesso costituita da una copertura piana in acciaio spazzolato. La pressione di un apposito pulsante comporta il rientro della copertura nel sistema di sollevamento liberando così il monitor. Il monitor sale automaticamente e può essere anche inclinato elettricamente una volta raggiunta la posizione finale. Alcuni produttori offrono sistemi di sollevamento con monitor preinstallati. Le dimensioni dei sistemi di sollevamento per monitor, disponibili sul mercato, variano tra 15 pollici e 42 pollici.

### Sistemi di sollevamento per pannelli a parete

Sistemi di sollevamento per pannelli a parete

Esistono molte diverse soluzioni per pannelli a parete ad alternanza automatica. Alcune sono realizzate con l'impiego di guide e funi, altre prevedono scanalature e cinghie. Tutti questi diversi modelli hanno, comunque, lo stesso scopo. Dietro ad un pannello a parete, che è a filo con il muro vero e proprio, attende un apparecchio TV. La pressione di un apposito pulsante provoca lo spostamento del pannello a parete verso l'interno e, a seconda della specifica situazione di montaggio, la sua salita o discesa automatica liberando l'apparecchio TV. A questo punto avanza l'apparecchio TV che si colloca a filo con la parete vera e propria. Alcune soluzioni opzionali consentono, in aggiunta, di ruotare e orientare l'apparecchio TV in varie direzioni.

### Sistemi di sollevamento per quadri

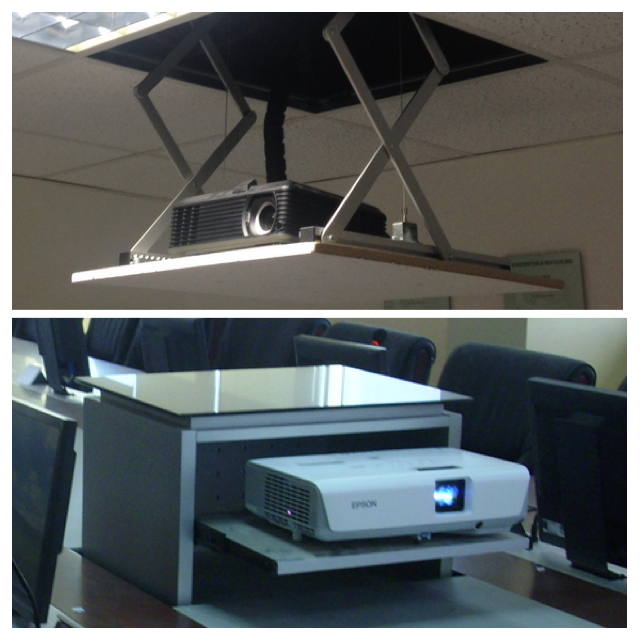
Sistemi di sollevamento per beamer o proiettori

I sistemi di sollevamento per quadri sono, per lo più, costituiti da un telaio di alluminio. Il suo scopo è di nascondere l'apparecchio TV installato in una nicchia nella parete. I sistemi di sollevamento per quadri sono disponibili in diverse grandezze per quadri con dimensioni diverse. I sistemi professionali di sollevamento per quadri consentono di serrare, incastrare o avvitare la parte posteriore della cornice di un quadro sul telaio di alluminio. Premendo un pulsante sul telecomando, il sistema di sollevamento sposta il quadro verso l'alto o verso il basso e consente la vista sull'apparecchio TV. Alcuni produttori propongono soluzioni opzionali che prevedono, oltre al sollevamento per quadri, anche l'orientamento dell'apparecchio TV.

### Sistemi di orientamento per apparecchi TV
Esattamente come i classici supporti a parete per TV a schermo piatto, anche il sistema di rotazione per apparecchi TV viene semplicemente avvitato su una parete o all'interno di un armadio o di un mobile. A seconda della direzione di montaggio, il sistema di rotazione può essere orientato verso sinistra o verso destra. Ciò consente di guardare la TV da varie ed alterne angolazioni. Esistono modelli speciali di sistemi di orientamento che, tra le altre, possono essere abbinati con altre apparecchiature per poter montare l'apparecchio TV in modo invisibile. Alcuni produttori offrono in aggiunta anche la possibilità di programmare l'angolo di orientamento con una precisione al singolo grado.

### Sistemi di sollevamento per beamer o proiettori
Oltre ai sistemi di sollevamento per apparecchi TV esistono anche i sistemi di sollevamento per beamer o proiettori, che sono strettamente imparentati. Sono disponibili due gruppi di sistemi di sollevamento per beamer: da una parte, il sistema di sollevamento beamer da soffitto, che fa scendere il beamer verticalmente da un controsoffitto, e, dall'altra, il sistema di sollevamento beamer che può essere integrato nei tavoli o nei mobili. Nella seconda versione il beamer sale verticalmente dall'interno del mobile o del tavolo. La struttura di entrambi i sistemi è prevalentemente realizzata in alluminio ultraleggero. Nella maggior parte delle applicazioni, elementi di scorrimento o speciali guide servono per ottenere la stabilità di guida dell'apparecchio. Molti sollevatori per beamer prevedono un azionamento tramite motore tubolare o altro sistema elettrico, che movimenta un albero. Cinghie o catene speciali consentono in questa maniera la discesa della piattaforma inferiore sulla quale è collocato il beamer. I sistemi di sollevamento per beamer sono disponibili in versione ultrapiatta fino ad arrivare alle versioni da stage (palcoscenico) con una corsa da 5m e oltre e con una portata di svariate centinaia di chili.

## Coperture
Per i sollevatori TV installati all'interno di mobili, soffitti o pareti divisorie esistono diverse soluzioni di copertura:
- Sportelli ribaltabili: la copertura si apre con la pressione esercitata dal sollevatore TV
- Coperchio flottante: la copertura sale insieme all'apparecchio TV
- Alloggiamento dell'apparecchio TV all'interno di una cassa o di un contenitore, che sale completamente insieme al televisore
- Soluzione automatica: una pressione controllata apre e ribalta la copertura sulla parte esterna o interna del mobile.

La motorizzazione della copertura, descritta nell'ultima soluzione, causa costi aggiuntivi e, di conseguenza, questa soluzione trova applicazione principalmente sugli yacht dove i movimenti di beccheggio e rollìo impongono che il movimento del coperchio sia sempre controllato. Esistono, tuttavia, anche progetti sulla terra ferma, nei quali, per motivi meramente estetici, è richiesta una copertura motorizzata.

## Misure di sicurezza
Alcuni dei sistemi di sollevamento TV disponibili sul mercato possono essere dotati di una barra di contatto o di un dispositivo di monitoraggio anticollisione. L'installazione di quest'ultimo è indispensabile nei sistemi con spostamento autonomo. Se il sistema di sollevamento TV è dotato di un dispositivo di "uomo morto", il sistema si ferma non appena l'operatore rilascia il pulsante sul telecomando. Il dispositivo di monitoraggio anticollisione misura la corrente assorbita: se viene misurato un picco di assorbimento, la scatola di controllo si ferma e fa sì che il sistema di sollevamento TV si sposti nella direzione inversa per disincastrare l'ostacolo.